# Limnophyes brevicorpis
Limnophyes brevicorpis är en tvåvingeart som beskrevs av Chaudhuri 1987. Limnophyes brevicorpis ingår i släktet Limnophyes och familjen fjädermyggor. Inga underarter finns listade i Catalogue of Life.